# Academia de l'Aragonés
 (novembre 2020).
Si vous disposez d'ouvrages ou d'articles de référence ou si vous connaissez des sites web de qualité traitant du thème abordé ici, merci de compléter l'article en donnant les références utiles à sa vérifiabilité et en les liant à la section « Notes et références ».
L'Academia del Aragonese (en aragonais et officiellement Academia de l'Aragonés) est une association culturelle créée le 15 juillet 2006 lors du IIe Congrès aragonais dans le but d'être l'autorité linguistique de la langue aragonaise. Actuellement, il n'a pas de reconnaissance explicite par la communauté autonome espagnole d'Aragon, et sa forme juridique est celle d'une association culturelle aragonaise sous le nom d'"Estudio de Filología Aragonesa".
Son premier conseil d' administration a eu lieu le 28 octobre 2006 dans la province de Saragosse, avec l'élection de son premier gouvernement  dont Manuel Castán fut président.
Certaines activités de l'Académie consistent à formuler des lois d' orthographe, de grammaire et de phonétique pour toutes les formes d'aragonais, en essayant de normaliser la langue, mais aussi en défendant ses variétés de dialectes.

## Membres
La liste actuelle des membres de l'Académie des Aragonais comprend :
- Manuel Castán, (Président)
- Juan José Lagraba, (Trésorier)
- José Lera, (Secrétaire)
- Chabier Lozano,
- Antonio Plaza Boya
- Francho Rodés, (Vice-président)
- Fernando Romanos Hernando,
- Ánchel Lois Saludas
- Fernando Sánchez Pitarch,
- José María Satué Sanromán,
- Juan José Segura Malagón,
- Quino Villa

Le 14 mai 2007, l'Académie aragonaise, réunie en session extraordinaire, a nommé les cinq premiers universitaires honoraires, qui ont été honorés le 24 novembre 2007 au siège du gouvernement d'Aragon. Les universitaires spécialisés sont :
- Juan José Guillén Calvo
- Artur Quintana i Font
- Brian Mott
- Michael Metzeltin

## Membres honoraires décédés
- Rosario Ustáriz Borra (en) (2009)
- Nieus Luzía Dueso Lascorz (2010)